# Styp

Stammwappen der Styp (Nr. Va)

Styp (auch: Stiep, Stipp, Stipp; Linie: Styp-Rekowski o. ä.) ist der Name eines hinterpommerschen Adelsgeschlechts.
Das Geschlecht ist von anderen kaschubisch-polnischen Familien zu unterscheiden, die ebenfalls den Namen oder Beinamen „Rekowski“ führen (Rekowski, Wrycz-Rekowski, Gynz-Rekowski, Wantoch-Rekowski), aber offenbar nicht stammesverwandt sind.

## Geschichte
Das hier behandelte Geschlecht Styp stammt aus Westpreußen, dem heutigen Polen, und hatte sowohl katholische als auch evangelische Zweige. Seinen Ursprung hat das Geschlecht in den damaligen Landkreisen Bütow und Lauenburg.
Eine Linie der Familie führte den Zusatz „Rekowski(y)“, der sich von 1724 bis 1836 besessenen Stammsitz in Rekow oder Reckow im Landkreis Bütow (polnisch Bytów) ableitet und durch mehrere Huldigungsprotokolle (u. a. 1658 dem Großen Kurfürsten, 1688 dem Kurfürsten Friedrich III.) belegt ist.
Neben Reckow saßen die Styp-Rekowski in Czarndamerow  (urkundlich 1784–1803), heute Landgemeinde Gmina Studzienice, und in Adlig Briesen (1782) im Landkreis Schlochau.
Ledebur und Mülverstedt ordneten Besitz in Ostpreußen, nämlich Agnitten, Bündtken und Mariental, fälschlicherweise dem Geschlecht Wrycz-Rekowski zu. Capitän Carl Adam von Rekowski auf Kierzkowo (deutsch: Kerschkow) im Lauenburgischen hatte diese gegen Ende des 18. Jahrhunderts gekauft. Er und seine Nachkommen gehörten jedoch zur Familie der Styp-Rekowski.

## Wappen
Blasonierung des Stammwappens: In Silber zwei nebeneinander gestellte, grün beblätterte rote Rosen. Auf dem gekrönten Helm mit rot-silbernen Helmdecken drei Straußenfedern silbern-rot-silbern.
Alternativ sind der Schild auch golden, die Straußenfedern entsprechend rot-golden und die roten Rosen natürlich.

Wappenvariante der Styp-Rekowski Vb
Wappenvariante der Styp-Rekowski V

In Veröffentlichungen des 19. Jahrhunderts wurde das Wappen der Styp-Rekowski (in Gold zwei rote Rosen) fälschlicherweise den Wrycz-Rekoswki zugeordnet.

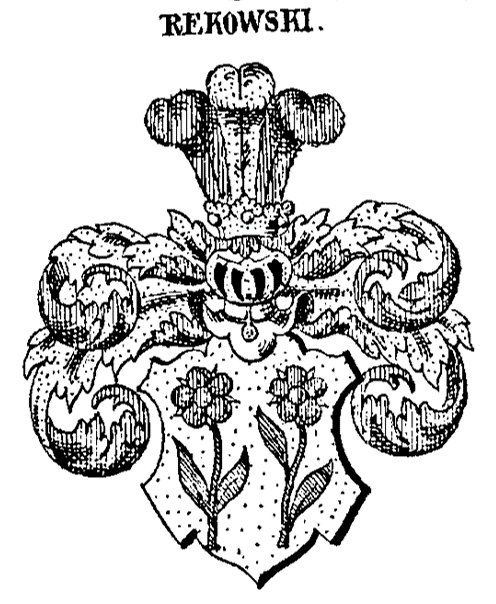
Wappen der Wrycz-Rekowski bei Johann Siebmacher (1874)
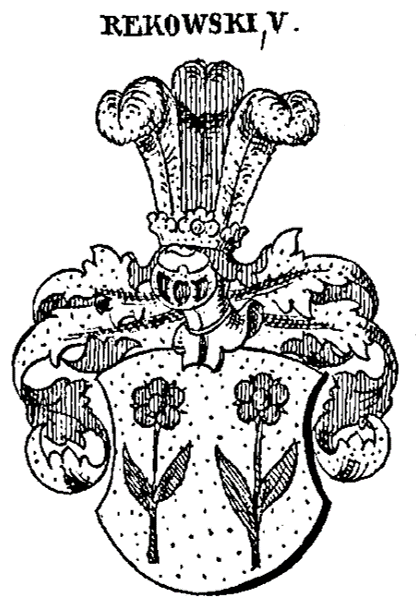
Wappen der (Wrycz-)Rekowski bei Johann Siebmacher (1878)
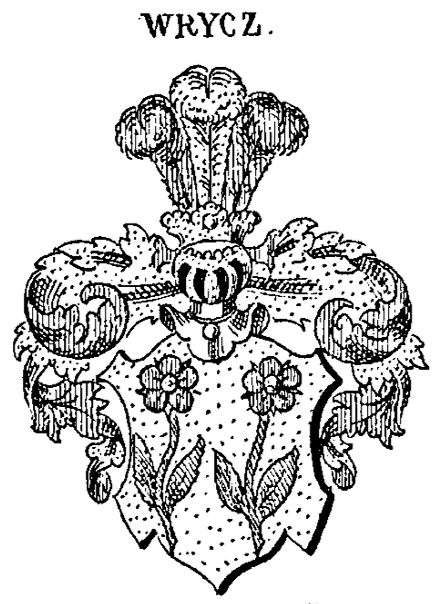
Wappen der Wrycz bei Johann Siebmacher (1878)

Darüber hinaus ist eine weitere Wappenvariante überliefert:

Wappenvariante der Styp-Rekowski IV[15][16]